# 卡農 (喬治亞州)
卡農（英語：Canon）是一個位於美國喬治亞州富蘭克林縣和哈特縣的城市。

## 地理
卡農的座標為34°20′44″N 83°06′31″W / 34.34556°N 83.10861°W，而該地的平均海拔高度為280米（即919英尺）。

## 人口
根據2010年美國人口普查的數據，卡農的面積為8.10平方千米，當中陸地面積為8.08平方千米，而水域面積為0.02平方千米。當地共有人口804人，而人口密度為每平方千米99.26人。